# Dywizja Von Stumpfeld
Dywizja "Von Stumpfeld" (niem. Infanterie-Division "Von Stumpfeld") – niemiecki związek taktyczny złożony z Niemców oraz ochotników rosyjskich, ukraińskich i kozackich na froncie wschodnim podczas bitwy o Stalingrad na przełomie 1942/1943 r.

## Zarys historyczny
Dywizja została sformowana 12 grudnia 1942 r. w zajętej części Stalingradu. Oprócz niemieckiej kadry oficerskiej i podoficerskiej (pochodzącej z różnych jednostek Wehrmachtu znajdujących się w kotle stalingradzkim) w jej składzie znaleźli się rosyjscy, ukraińscy i kozaccy ochotnicy, a także Rosjanie z policyjnych oddziałów Schutzmannschaften. Byli oni uzbrojeni głównie w zdobyczne uzbrojenie sowieckie. Nazwa dywizji i poszczególnych oddziałów pochodziły od nazwisk ich dowódców. W celu wzmocnienia dywizji bronią przeciwpancerną została do niej dołączona część 9 dywizji przeciwlotniczej Luftwaffe. Krótko przed kapitulacją niemieckiej 6 Armii feldmarszałka Friedricha Paulusa Dywizja "Von Stumpfeld" broniła się na obszarze fabryki traktorów, gdzie została zniszczona na pocz. lutego 1943 r.

## Skład organizacyjny
- Pułk Piechoty Schmidta (liczył ok. 1,4 tys. ludzi)
  - Batalion Schona
    - 1 kompania
    - 2 kompania
    - kompania wsparcia (2 działa 76 mm, 1 działko ppanc. 50 mm)

  - Batalion Kamieński
    - 1 kompania (2 działka ppanc. 50 mm, 2 moździerze 82 mm, 1 działo ppanc. 75 mm)
    - 2 kompania (1 działo plot. 88 mm, 3 działka plot. 20 mm, 1 działko ppanc. 50 mm)
    - 3 kompania
    - kompania rezerwowa

  - Batalion Lindera
    - 1 kompania (4 moździerze 82 mm, 2 działka ppanc. 45 mm)
    - 2 kompania (1 działo ppanc. 75 mm)

  - Batalion Eisenackera
    - 1 kompania
    - 2 kompania (1 moździerz 50 mm, 1 działo ppanc. 75 mm)

  - Batalion Kechera
    - 1 kompania (1 moździerz 50 mm, 1 działo ppanc. 75 mm)
    - 2 kompania (1 działko ppanc. 50 mm)
    - 1 pluton zmot. (1 działo plot. 88 mm, 2 działka plot. 20 mm)
    - 2 pluton zmot. (1 działo plot. 88 mm, 2 działka plot. 20 mm)
    - kompania rezerwowa
- Pułk Piechoty Schtelle
  - Batalion Engerta (cztery kompanie bez ciężkiego uzbrojenia)
  - Batalion von Gaddenbrucka (cztery kompanie bez ciężkiego uzbrojenia)
  - 2 Charkowski Batalion Policyjny (12 moździerzy, 1 działko ppanc. 37 mm, 2 działka ppanc. 50 mm, 2 działa ppanc. 75 mm)
  - Morozowski Batalion Kozacki (trzy sotnie kawalerii i pododdział wsparcia z 2 działami plot. 88 mm, 3 działkami plot. 20 mm i 2 działkami ppanc. 37 mm)
  - Bateria Przeciwlotnicza "Von Stumpfeld" (z 9 Dywizji Przeciwlotniczej Luftwaffe) (2 działa plot. 88 mm, 9 działek plot. 20 mm)
  - kompania pancerna Abendrota (3 czołgi T-34, 2 czołgi T-70)
- Grupa Artyleryjska (2 działa 105 mm, 1 haubica 105 mm, 5 dział 100 mm, 4 działa plot. 88 mm, 6 działek plot. 20 mm, 1 haubica polowa 75 mm, 2 działka ppanc. 47 mm)